# Reiichi Ikegami
Reiichi Ikegami (japanisch 池上 礼一 Ikegami Reiichi; * 12. Juli 1983 in der Präfektur Chiba) ist ein ehemaliger japanischer Fußballspieler.

## Karriere
Ikegami erlernte das Fußballspielen in der Universitätsmannschaft der Sendai-Universität. Seinen ersten Vertrag unterschrieb er 2006 bei FC Tokyo. Der Verein spielte in der höchsten Liga des Landes, der J1 League. Für den Verein absolvierte er zwei Erstligaspiele. 2008 wechselte er zum Zweitligisten Thespa Kusatsu. 2009 wechselte er zum Drittligisten FC Kariya. 2010 wechselte er zum Erstligisten FC Gifu. Für den Verein absolvierte er 16 Ligaspiele. Ende 2011 beendete er seine Karriere als Fußballspieler.